# Île Tomere
L’île Tomere ou Kutomërë est un îlot de Nouvelle-Calédonie appartenant administrativement à la commune de l'Île des Pins.